# Кроуфорд, Фрэнк Армстронг
Фрэнк Армстронг Кроуфорд (англ. Frank Armstrong Crawford Vanderbilt; 1839—1885) — американская светская дама и филантроп, вторая жена основателя рода Вандербильтов — Корнелиуса Вандербильта.

## Биография
Родилась 18 января 1839 года в Мобиле, штат Алабама, в семье Роберта Лейтона Кроуфорда и его жены — Марты Элизы Эверетт. Родители решили назвать ребёнка в честь своего лучшего друга Фрэнка Армстронга ещё до её рождения, не зная, что он будет женского пола. Выросшая в Мобиле, она посещала методистскую церковь St. Francis Street Methodist Church.
Во время Гражданской войны в США Фрэнк Кроуфорд была сторонницей конфедератов. После окончания войны она с матерью переехали в Нью-Йорк. В этот период времени американская писательница Огаста Джейн Эванс описала её как «ревностную методистку».
Кроуфорд недолгое время была замужем за Джоном Эллиоттом (1835—1901, женились в 1859). В 1869 году она вышла замуж за Корнелиуса Вандербильта после смерти его первой жены — Софии Джонсон, которая для них обоих была общей двоюродной сестрой. На их свадьбе присутствовали генерал Конфедерации Брэкстон Брэгг и его брат — генеральный прокурор Конфедерации Томас Брэгг.
Много занимаясь благотворительностью, Кроуфорд убедила Корнелиуса Вандербильта дать 1 миллион долларов епископу Холланду Ниммонсу Мактайру для основания Университета Вандербильта в Нэшвилле, штат Теннесси. При этом Корнелиус ни разу не посетил это учебное заведение.
Умерла 4 мая 1885 года в Нью-Йорке. Была похоронена в семейном мавзолее Вандербильтов в Нью-Дорпе на Статен-Айленде, штат Нью-Йорк. Детей у неё не было.